# Ralph Meeker
Ralph Meeker (21 de noviembre de 1920 - 5 de agosto de 1988) fue un actor estadounidense más conocido por protagonizar Picnic, producción de Broadway de 1953, y El beso mortal, película de cine negro de 1955.

## Filmografía
| Título                           | Año  | Personaje                    |
| -------------------------------- | ---- | ---------------------------- |
| Glory Alley                      | 1952 | Socks Barbarrosa             |
| The Naked Spur                   | 1953 | Roy Anderson                 |
| Jeopardy                         | 1953 | Lawson                       |
| El beso mortal                   | 1953 | Mike Hammer                  |
| Big House, U.S.A.                | 1955 | Jerry Barker                 |
| Paths of Glory                   | 1957 | Cabo Philippe Paris          |
| Run of the Arrow                 | 1957 |                              |
| Something Wild                   | 1961 | Mike                         |
| El tercer hombre era mujer       | 1961 | Coronel Yancey               |
| Doce del patíbulo                | 1967 | Capitán Stuart Kinder        |
| The St. Valentine's Day Massacre | 1967 | George Clarence 'Bugs' Moran |
| El detective                     | 1968 | Curran                       |
| I Walk the Line                  | 1970 | Carl McCain                  |
| Supergolpe en Manhattan          | 1971 | Delaney                      |
| Brannigan                        | 1975 | Capitán Moretti              |
| Alpha Incident                   | 1978 | Charlie                      |
| Winter Kills                     | 1979 | Gameboy Baker                |
| Without Warning                  | 1980 | Dave                         |